# Covent Garden (Bruxelles)
Pour les articles homonymes, voir Covent Garden (homonymie).
Covent Garden est un gratte-ciel bruxellois situé dans le quartier Nord sur la commune de Saint-Josse-ten-Noode au no 16 de la place Rogier.
Cette tour de bureaux construite en 2007 a une hauteur de 100 mètres pour 26 étages. Le nom du bâtiment reflète une certaine anglicisation de Bruxelles.
L'immeuble abrite les bureaux de quatre agences exécutives de la Commission européenne :
- Agence exécutive européenne pour la santé et le numérique ;
- Agence exécutive du Conseil européen de la recherche (ERCEA - European Research Council Executive Agency) ;
- Agence exécutive pour le Conseil européen de l'innovation et les PME ;
- Agence exécutive européenne pour la recherche (REA - Research Executive Agency).

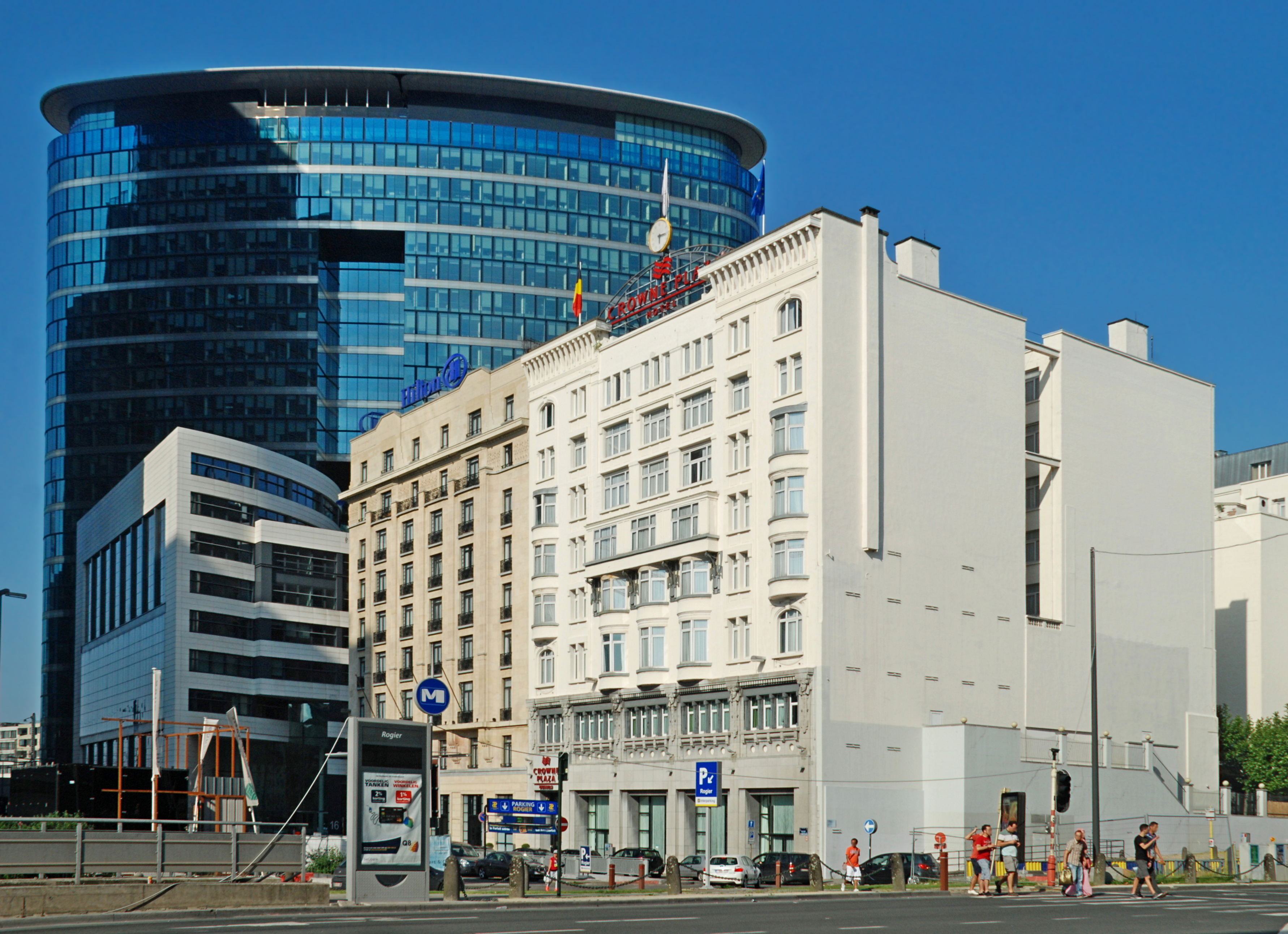
Covent Garden, Hôtel Albert Ier et Palace Hôtel.
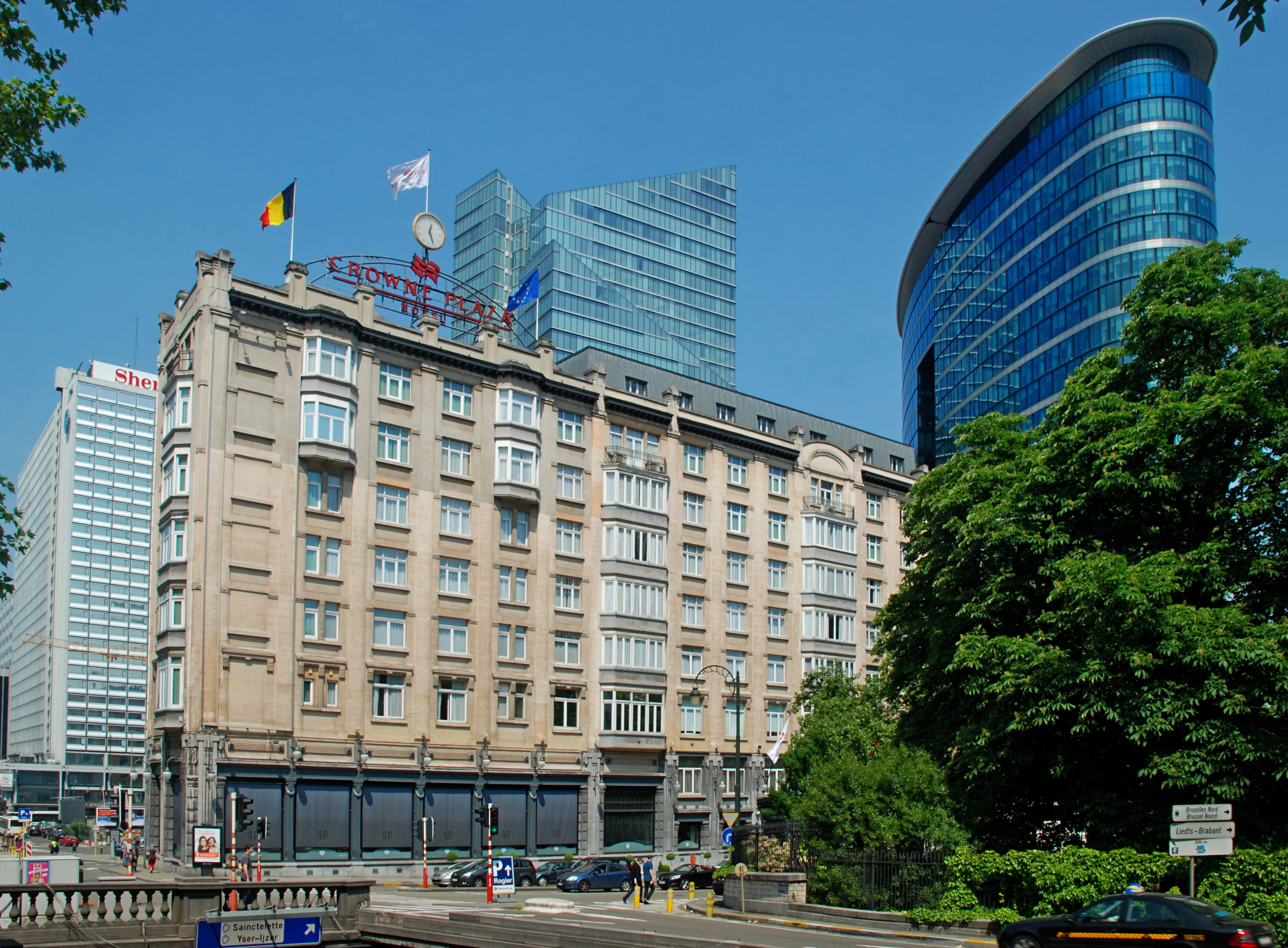
Palace Hôtel et Covent Garden (côté rue Gineste).
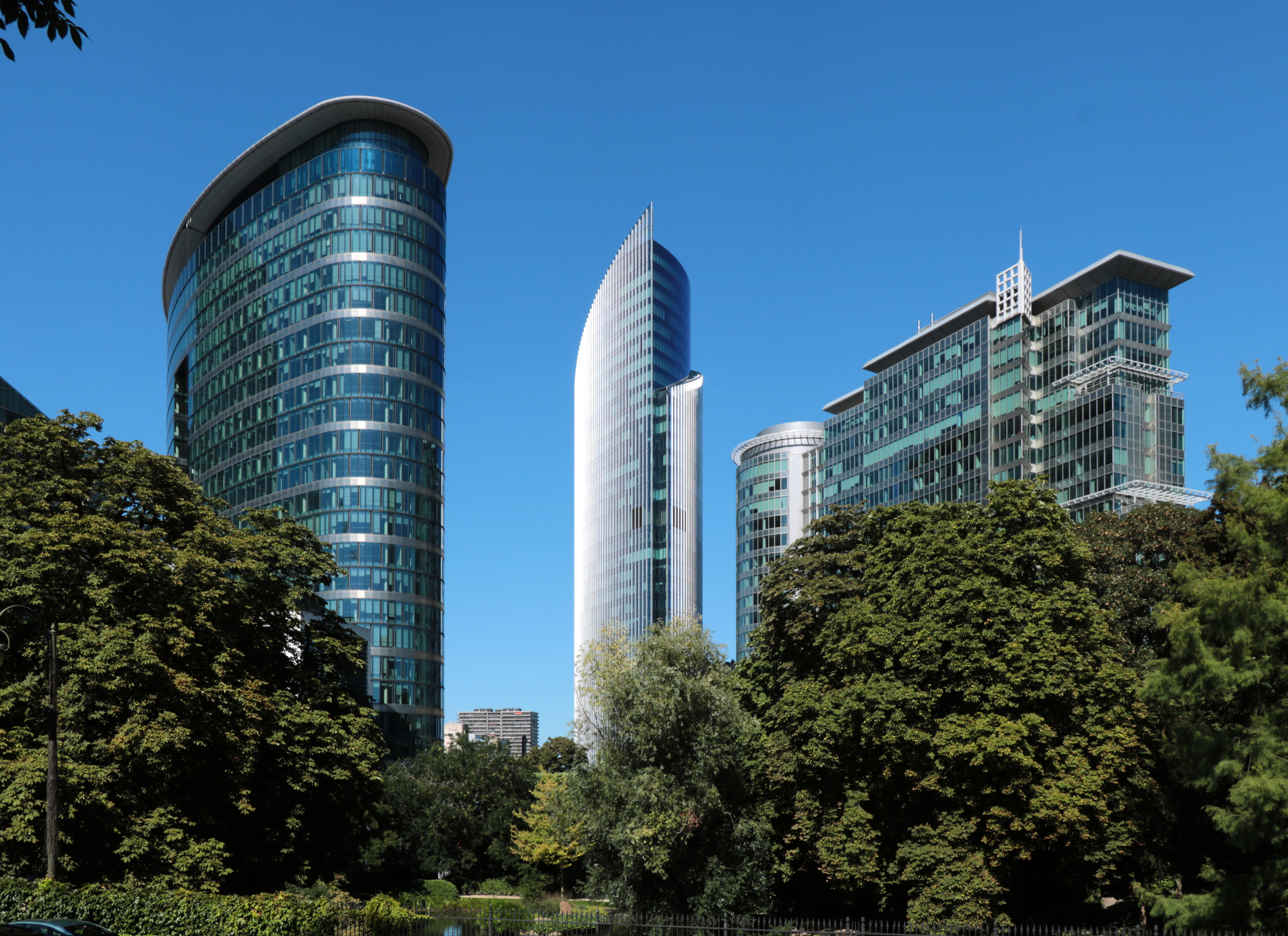
Covent Garden, Tour Iris et Botanic Building vus depuis le boulevard du Jardin botanique.

## Accès
| ___ | Ce site est desservi par la station de métro : Rogier. |

 Ce site est desservi par la station de prémétro Rogier.